# Station Alwernia
Station Alwernia is een spoorwegstation in de Poolse plaats Alwernia.